# Бартелемі-Проспер Анфантен
Бартеле́мі-Проспе́р Анфанте́н (1796—1864) — французький утопіст-соціаліст.
В 1821—1823 роках перебував у Росії. Повернувшись до Франції, Анфантен брав участь у таємних товариствах, що вели боротьбу з режимом Реставрації. Познайомившись з Сен-Сімоном (1825), він став його послідовником, особливо захоплювався ідеєю «нового християнства».
В 1830—1832 роках очолював сен-сімоністську громаду, поступово перетворивши її на суто релігійну секту. Він вороже ставився до республіканського та робітничого руху. Після розпаду громади став пропагандистом ідеї промислового поступу й посідав керівні посади на промислових підприємствах.